# Paratelmatoscopus subvariegatus
Paratelmatoscopus subvariegatus är en tvåvingeart som först beskrevs av Satchell 1953.  Paratelmatoscopus subvariegatus ingår i släktet Paratelmatoscopus och familjen fjärilsmyggor. Inga underarter finns listade i Catalogue of Life.